# 魏昂
魏昂（1465年—？），字衡夫，錦衣衛籍直隶定兴县人，明朝政治人物。

## 生平
順天府鄉試第一百十六名舉人。弘治十二年（1499年）中式己未科會試第二百九十四名，三甲第一百四名進士。官知县。

## 家族
曾祖魏戒成，贈錦衣衛千户；祖魏亨，錦衣衛千户；父魏俊。前母陈氏，母宋氏。重庆下。弟昺、杲。